# La Farce des damnés
 (mars 2022).
Si vous disposez d'ouvrages ou d'articles de référence ou si vous connaissez des sites web de qualité traitant du thème abordé ici, merci de compléter l'article en donnant les références utiles à sa vérifiabilité et en les liant à la section « Notes et références ».
Auto dos Danados
La Farce des damnés (titre original (pt) Auto dos Danados) est le cinquième roman publié par l'écrivain portugais António Lobo Antunes en 1985.
Le contexte de ce roman n'est plus la guerre coloniale portugaise mais la période qui suit la Révolution des Œillets, période de grande agitation politique, durant laquelle le pays balançait encore entre les idéaux de la révolution et le réalisme politique. Lobo Antunes dépeint la décadence d'une famille de la grande bourgeoisie portugaise, typique de cette société ayant profité pendant la dictature de la bienveillance du régime, sur le point de fuir le pays devant les soldats communistes qui menaceraient tous les riches.
Le titre français rend bien compte des évènements décrits car c'est bien à une grande farce grotesque à laquelle on assiste : le grand-père se meurt au milieu de sa famille qui se déchire l'héritage.

## Édition française
- La farce des damnés  (trad. du portugais par Violante do Canto et Yves Coleman), Paris, Christian Bourgois, 1992, 330 p. (ISBN 978-2-267-00619-3).